# Agave weberi
Agave weberi är en sparrisväxtart som beskrevs av J.F.Cels och Jules Poisson. Agave weberi ingår i släktet Agave och familjen sparrisväxter. Inga underarter finns listade i Catalogue of Life.